# Strandvallen
Das Strandvallen ist ein Fußballstadion in der schwedischen Stadt Hällevik. Die Anlage ist Austragungsort der Heimspiele von Mjällby AIF.

## Geschichte
Das in der Nähe zur Ostsee gelegene Stadion Strandvallen wurde Anfang der 1950er erbaut und 1953 eröffnet. Nachdem Mjällby AIF in der Spielzeit 1980 erstmals in der Allsvenskan antrat, wurde am ersten Spieltag beim Duell mit Kalmar FF mit 8.438 Zuschauern der Zuschauerrekord aufgestellt. In den Spielzeiten 1983 und 1985 spielte die Mannschaft ebenfalls erstklassig in dem Stadion. 
2002 fand ein Umbau des Stadions statt, das mittlerweile 7.500 Zuschauern Platz bietet. Die Haupt- und Gegentribünen im Osten bzw. Westen des Stadions sind seither jeweils überdacht. Die Haupttribüne verfügt über beige-gelbe Sitzschalen in den Vereinsfarben von Mjällby AIF, während die Gegenseite als Stehplatztribüne flacher ist. Die Tribünen an den kurzen Spielfeldseiten bieten unüberdachte Stehplätze. In Nähe des Stadions liegen weitere Sportplätze. 
Nachdem Mjällby AIF im Herbst 2009 vorzeitig als Aufsteiger in die Allsvenskan feststand, begannen die Überlegungen, inwieweit das Stadion gemäß den Vorgaben des Svenska Fotbollförbundet als Erstligastadion umgebaut werden muss. Neben kurzfristigen Anpassungen plant der Verein mit bis 2014 durchzuführenden Umbaumaßnahmen.